# Châteauneuf-Grasse
 Châteauneuf-Grasse  es una población y comuna francesa, en la región de Provenza-Alpes-Costa Azul, departamento de Alpes Marítimos, en el distrito de Grasse y cantón de Le Bar-sur-Loup.

## Demografía
| 1 062 | 1 171 | 1 209 | 1 234 | 651 | 615 | 652 | 618 | 617 | 666 | 663 | 604 | 594 | 550 | 530 | 522 | 563 | 556 | 668 | 687 | 675 | 782 | 936 | 916 | 863 | 977 | 1 103 | 1 278 | 1 602 | 2 128 | 2 806 | 2 968 | 3 139 |
| Para los censos de 1962 a 1999 la población legal corresponde a la población sin duplicidades (Fuente: INSEE [Consultar]) |       |       |       |     |     |     |     |     |     |     |     |     |     |     |     |     |     |     |     |     |     |     |     |     |     |       |       |       |       |       |       |       |